# Hyundai Motor Group
Hyundai Motor Group (현대자동차 그룹) és un fabricant d'automòbils sud-coreà i una de les majors empreses mundials en el sector de l'automoció. El seu mercat principal és Asia i les seves principals filials inclouen marques conegudes com a Hyundai, Kia i Genesis.

## Marques del grup automobilístic
| Marca   | Seu                 | Fundació | Membre del grup | Vehicles matriculats anuals |
| ------- | ------------------- | -------- | --------------- | --------------------------- |
| Hyundai | Seül, Corea del Sud | 1967     | 1937-Actualitat |                             |
| Kia     | Seül, Corea del Sud | 1944     | 1999-Actualitat |                             |
| Genesis | Seül, Corea del Sud | 2015     | 2015-Actualitat |                             |
| Grup    | Seül, Corea del Sud | 1998     | Total           |                             |